# 斑顶须蚶
斑顶须蚶（学名：Barbatia signata），是魁蛤目魁蛤科胡魁蛤属的一种。主要分布于中国大陆，常栖息在潮间带至潮下带112米。